# هيلموت شليسنجر
هيلموت شليسنجر (بالألمانية: Helmut Schlesinger)‏ (4 سبتمبر 1924 – 23 ديسمبر 2024) هو اقتصادي، ومصرفي ألماني، ولد في بنتزبرغ.

## روابط خارجية
- هيلموت شليسنجر على موقع مونزينجر (الألمانية)